# Anaílson Brito Noleto
Anaílson Brito Noleto (8 de marzo de 1978) es un exfutbolista brasileño que se desempeñaba como centrocampista.
Jugó para clubes como el São Caetano, Marília, Náutico, Tokyo Verdy y Santo André.

## Trayectoria

### Clubes
| Club                | País   | Año         |
| ------------------- | ------ | ----------- |
| Rio Branco          | Brasil | 1998 - 2001 |
| São Caetano         | Brasil | 2001 - 2005 |
| Marília             | Brasil | 2005        |
| Náutico             | Brasil | 2005        |
| Tokyo Verdy         | Japón  | 2006        |
| Santo André         | Brasil | 2006        |
| Atlético Goianiense | Brasil | 2007 - 2011 |
| XV de Piracicaba    | Brasil | 2012        |
| Rio Verde           | Brasil | 2012        |
| Sobradinho          | Brasil | 2012        |
| Anápolis            | Brasil | 2013        |
| Interporto          | Brasil | 2013        |
| União Rondonópolis  | Brasil | 2014        |
| Tocantinópolis      | Brasil | 2014        |
| Imperatriz          | Brasil | 2015        |

## Selección nacional
Anaílson fue miembro de la selección de fútbol sub-17 de Brasil, con la que en 1997 ganó el Campeonato Sudamericano de Fútbol Sub-17 en Paraguay y la Copa Mundial de Fútbol Sub-17 en Egipto. Sin embargo en 1999 se revelaría que el jugador había falsificado su documentación y adulterado su fecha de nacimiento para descontarse dos años, y así poder sacar ventaja jugando en categorías menores a la suya.